# Bulging Lake
Bulging Lake är en sjö i Kanada.   Den ligger i Kenora District och provinsen Ontario, i den sydöstra delen av landet, 1 500 km väster om huvudstaden Ottawa. Bulging Lake ligger 344 meter över havet.
I omgivningarna runt Bulging Lake växer i huvudsak barrskog. Trakten runt Bulging Lake är nära nog obefolkad, med mindre än två invånare per kvadratkilometer.